# Yann Kitala
Yann Kitala (Parigi, 9 aprile 1998) è un calciatore congolese (Repubblica Democratica del Congo) con cittadinanza francese, attaccante del Le Havre.

## Carriera

### Club
Cresciuto nel settore giovanile dell'Olympique Lione, il 30 agosto 2019 viene ceduto in prestito al Lorient. Il 18 giugno 2020 viene acquistato per 300 mila euro dal Sochaux, con cui firma un triennale; con i gialloblù segna all'esordio, nella partita vinta per 0-2 contro l'Auxerre, riportando tuttavia, proprio durante l'episodio del gol, la rottura di tibia e perone a causa di uno scontro con il portiere avversario Donovan Léon.
Il 13 luglio 2022 si trasferisce al Le Havre, con cui si lega fino al 2025; dopo aver conquistato la promozione in Ligue 1, il 1º settembre 2023 passa in prestito all'Almere City, a sua volta neopromosso in Eredivisie.

### Nazionale
Ha giocato nella nazionale congolese Under-17.

## Statistiche

### Presenze e reti nei club
Statistiche aggiornate al 4 settembre 2024.
| Stagione                 | Squadra                  | Campionato               | Campionato | Campionato | Coppe nazionali | Coppe nazionali | Coppe nazionali | Coppe continentali | Coppe continentali | Coppe continentali | Altre coppe | Altre coppe | Altre coppe | Totale | Totale |
| Stagione                 | Squadra                  | Comp                     | Pres       | Reti       | Comp            | Pres            | Reti            | Comp               | Pres               | Reti               | Comp        | Pres        | Reti        | Pres   | Reti   |
| ------------------------ | ------------------------ | ------------------------ | ---------- | ---------- | --------------- | --------------- | --------------- | ------------------ | ------------------ | ------------------ | ----------- | ----------- | ----------- | ------ | ------ |
| 2016-2017                | Olympique Lione 2        | CN2                      | 12         | 2          | -               | -               | -               | -                  | -                  | -                  | -           | -           | -           | 12     | 2      |
| 2017-2018                | Olympique Lione 2        | CN2                      | 24         | 5          | -               | -               | -               | -                  | -                  | -                  | -           | -           | -           | 24     | 5      |
| 2018-2019                | Olympique Lione 2        | CN2                      | 27         | 12         | -               | -               | -               | -                  | -                  | -                  | -           | -           | -           | 27     | 12     |
| Totale Olympique Lione 2 | Totale Olympique Lione 2 | Totale Olympique Lione 2 | 63         | 19         |                 | -               | -               |                    | -                  | -                  |             | -           | -           | 63     | 19     |
| 2019-2020                | Lorient                  | L2                       | 10         | 2          | CF+CdL          | 4+0             | 0               | -                  | -                  | -                  | -           | -           | -           | 14     | 2      |
| 2020-2021                | Sochaux                  | L2                       | 1          | 1          | CF              | 0               | 0               | -                  | -                  | -                  | -           | -           | -           | 1      | 1      |
| 2021-2022                | Sochaux                  | L2                       | 27+2       | 4          | CF              | 3               | 2               | -                  | -                  | -                  | -           | -           | -           | 32     | 6      |
| Totale Sochaux           | Totale Sochaux           | Totale Sochaux           | 28+2       | 5          |                 | 3               | 2               |                    | -                  | -                  |             | -           | -           | 33     | 7      |
| 2022-2023                | Le Havre                 | L2                       | 32         | 2          | CF              | 0               | 0               | -                  | -                  | -                  | -           | -           | -           | 32     | 2      |
| 2023-2024                | Almere City              | E                        | 15         | 2          | CO              | 2               | 0               | -                  | -                  | -                  | -           | -           | -           | 17     | 2      |
| 2024-2025                | Le Havre                 | L1                       | 0          | 0          | CF              | 0               | 0               |                    | -                  | -                  |             | -           | -           | 0      | 0      |
| Totale carriera          | Totale carriera          | Totale carriera          | 148+2      | 30         |                 | 9               | 2               |                    | -                  | -                  |             | -           | -           | 159    | 32     |

## Palmarès

### Club

#### Competizioni nazionali
- Ligue 2: 2

Lorient: 2019-2020
Le Havre: 2022-2023